# Hecateo de Mileto

Reconstrucción hipotética del mapamundi perdido de Hecateo.

Hecateo de Mileto (Ἑκαταῖος ὁ Μιλήσιος: 550 a. C. - 476 a. C.), hijo de Hegesandro, fue un historiador griego. 
Lo primitivo de su método histórico lleva a clasificarlo entre los logógrafos; sin embargo, en sus Genealogíai fue el primero en intentar separar el pasado mitológico del histórico, lo que significó un paso crucial en el desarrollo de la historiografía. Es la única fuente que Heródoto citó por su nombre. También puede considerársele precedente de la geografía y la cosmografía. No debe confundirse con su homónimo Hecateo de Abdera, también historiador, que vivió dos siglos después.
Nació en Mileto de rica familia y recibió el nombre de la diosa Hécate. Llegó a la madurez en el tiempo de la invasión persa. Tras largos viajes se asentó en su ciudad natal, donde ocupó altos cargos y se dedicó a la composición de trabajos históricos y geográficos. Cuando Aristágoras convocó un consejo de los jonios en Mileto para organizar la revuelta jónica contra el poder persa, Hecateo trató en vano de disuadir a sus compatriotas de llevarla a cabo (Heródoto 5.36, 125). En el 494 a. C., cuando los derrotados jonios se vieron obligados a negociar la rendición, él fue uno de los embajadores ante el sátrapa persa Artafernes, al que persuadió que permitiera la reconstrucción de las ciudades jonias.
Hecateo fue uno de los primeros autores clásicos que mencionan a los pueblos celtas.

## Obra
Se atribuye a Hecateo el Ges Periodos ("Viajes alrededor de la Tierra"), obra en dos libros, cada uno de los cuales se organiza a manera de periplo (navegación costera con escalas). El primero, sobre Europa, es esencialmente un periplo mediterráneo, describiendo una por una cada región visitada, llegando incluso a Escitia. El segundo, sobre Asia, se organiza de modo similar al Periplo del Mar Eritreo, del que sobrevive una versión del siglo I. Hecateo describe los países y pueblos del mundo conocido, siendo la parte de Egipto particularmente completa. Las descripciones se acompañan de un mapa, basado en el de Anaximandro, que corrige y aumenta. Se conservan 374 fragmentos de la obra, la mayor parte citados en el léxicon geográfico Étnica, compilado por Esteban de Bizancio.
También se le conoce las Genealogiai, compendio racionalmente sistematizado de las tradiciones y mitología griegas, que rompe con la tradición épica de construcción de mitos. Se conservan pocos fragmentos, pero suficientes para considerar su importancia.

## Escepticismo
Las obras de Hecateo, especialmente las Genealogiai, muestran un marcado escepticismo: 

"Esto dice Hecateo de Mileto: Escribo lo que considero verdad; las historias de los griegos me parecen ridículas".

 Al contrario que su contemporáneo Jenófanes, no critica los mitos partiendo de los mitos mismos, sino que su incredulidad proviene de su amplia exposición a las muchas mitologías contradictorias que encuentra en sus viajes.
Es ilustrativa la anécdota de la visita a un templo egipcio en Tebas (Heródoto II, 143). El sacerdote muestra a Heródoto una serie de estatuas en el sagrado interior del templo, cada una supuestamente erigida por el sumo sacerdote de cada generación. Hecateo, dice Heródoto, habiendo presenciado el mismo espectáculo, mencionó a los sacerdotes que él mismo podía reconstruir su línea de antepasados a través de dieciséis generaciones hasta llegar a un dios del que descendía. Los egipcios, comparando su genealogía con la suya propia manifestada en 345 estatuas, todas de mortales, se negaron a creer la pretensión de Hecateo de descender de una figura mitológica. Este encuentro con la antigüedad inmemorial de Egipto se considera una influencia crucial en el escepticismo de Hecateo. El pasado mitologizado de los griegos se vuelve insignificante cuando se lo compara con la historia de una civilización que ya era antigua antes de que se fundase Micenas.
Hecateo fue probablemente el primero de los logógrafos en intentar una seria historia en prosa y en emplear el método crítico para distinguir el mito del hecho histórico, aunque acepta a Homero y otros poetas como autoridades fidedignas. Heródoto debe a Hecateo el concepto de historia en prosa, aunque a veces discuta su contenido.

## Eponimia
- El cráter lunar Hecataeus lleva este nombre en su memoria.